# Verrucaria bernaicensis
Verrucaria bernaicensis är en lavart som beskrevs av Malbr. Verrucaria bernaicensis ingår i släktet Verrucaria och familjen Verrucariaceae.   Inga underarter finns listade i Catalogue of Life.